# Ministère des Domaines de l'État et des Affaires foncières
Le ministère des Domaines de l'État et des Affaires foncières (arabe : وزارة أملاك الدولة والشؤون العقارية) est un ministère tunisien.

## Missions et attributions
Suivant le décret no 999 du 11 juin 1990, le ministère des Domaines de l’État est chargé des attributions suivantes :
- la conception et la mise en œuvre de la politique de l’État relative aux domaines public et privé constitués par tous les biens et droits mobiliers et immobiliers lui appartenant ;
- l’étude de toutes les questions relatives aux domaines de l’État dans les différents secteurs en collaboration avec les organismes concernés ;
- le recensement des domaines public et privé de l’État mobiliers et immobiliers et l'établissement d'un inventaire exhaustif ;
- la tenue de sommiers de consistance et de registres d’inventaires des biens de l’État ;
- l'établissement d’une liste des participations de l’État et le suivi de toutes les opérations y afférentes ;
- le centralisation des informations relatives aux sommiers de consistance des biens des collectivités publiques régionales et locales et des établissements et entreprises publics ;
- le contrôle de gestion des biens mobiliers et immobiliers appartenant à l’État ;
- l'assurance du suivi de la gestion des biens mobiliers et immobiliers appartenant aux collectivités publiques régionales et locales et aux établissements et entreprises publics ;
- l’affectation et la cession des biens immobiliers appartenant à l’État ;
- l’acquisition et l’expropriation des biens immobiliers au profit de l’État et des établissements publics à caractère administratif sur leur demande et en collaboration avec les ministères concernés ;
- l’acceptation des legs et dons au profit de l’État conformément à la législation en vigueur ;
- l'assurance du suivi de l’acceptation des legs et dons au profit des établissements publics à caractère administratif ;
- la vente des mobiliers et équipements devenus sans emploi appartenant à l’État et aux établissements publics à caractère administratif ;
- la location des immeubles domaniaux au profit des tiers ;
- le contrôle de la location des immeubles au profit de l’État et des établissements publics à caractère administratif en collaboration avec les ministères concernés ;
- l’approbation en collaboration avec le ministère de l’Agriculture de l’actroi du droit d’exploitation des terres agricoles appartenant à l’État ;
- l’établissement d’expertises et la fixation des valeurs vénales et locatives des biens immobiliers avant toute opération d’achat, de vente, d’échange ou de location au profit de l’État et sur leur demande au profit des établissements publics à caractère administratif, des collectivités publiques régionales et locales et des entreprises publiques ;
- la protection des domaines public et privé de l’État contre toute atteinte et négligence, en collaboration avec les organismes concernés ;
- l’établissement des opérations de délimitation des domaines public et privé de l’État en collaboration avec les départements ministériels concernés ;
- la tenue et la conservation des archives et des documents concernant les domaines de l’État conformément à la législation en vigueur ;
- le suivi des opérations d’immatriculation foncière et d’expropriation au profit des domaines public et privé de l’État et des établissements publics à caractère administratif ;
- le suivi de l’exécution des jugements rendus dans les affaires concernant le domaine de l’État et des établissements publics à caractère administratif.

## Organisation
- Cabinet
- Direction générale des services communs
- Direction générale du recensement des biens publics
- Corps du contrôle général du domaine de l’État et des affaires foncières
- Direction générale de l'organisation, des méthodes et de l'informatique
- Direction générale de la gestion et des ventes
- Direction générale de l'acquisition et de la délimitation
- Direction des biens des étrangers
- Direction générale du contentieux de l’État
- Direction générale des expertises
- Direction générale des immeubles agricoles
- Directions régionales

## Établissements sous tutelle
- Conservation de la propriété foncière

## Ministre
Il dirige le ministère et participe au Conseil des ministres.
Le ministre actuel est Wajdi Hdhili, titulaire du portefeuille dans le gouvernement Madouri/Zaafrani, depuis le 25 août 2024.

### Liste
| Image | Nom                       | Parti             |  | Gouvernement                                         | Début du mandat  | Fin du mandat    |
| ----- | ------------------------- | ----------------- |  | ---------------------------------------------------- | ---------------- | ---------------- |
|       | Mustapha Bouaziz          | RCD               |  | Gouvernement Karoui                                  | 3 mars 1990      | 22 avril 1999    |
|       | Ridha Grira               | RCD               |  | Gouvernement Karoui Gouvernement Ghannouchi I        | 22 avril 1999    | 14 janvier 2010  |
|       | Zouheir M'dhaffer         | RCD               |  | Gouvernement Ghannouchi I                            | 14 janvier 2010  | 12 octobre 2010  |
|       | Foued Daghfous            | RCD               |  | Gouvernement Ghannouchi I Gouvernement Ghannouchi II | 12 octobre 2010  | 27 janvier 2011  |
|       | Ahmed Adhoum              | Indépendant       |  | Gouvernement Ghannouchi II Gouvernement Caïd Essebsi | 27 janvier 2011  | 24 décembre 2011 |
|       | Salim Ben Hamidane        | CPR               |  | Gouvernement Jebali Gouvernement Larayedh            | 24 décembre 2011 | 29 janvier 2014  |
|       | Hatem El Euchi            | UPL               |  | Gouvernement Essid                                   | 6 février 2015   | 27 août 2016     |
|       | Mabrouk Korchid           | Indépendant       |  | Gouvernement Chahed                                  | 6 septembre 2017 | 14 novembre 2018 |
|       | Hédi Mekni                | Indépendant       |  | Gouvernement Chahed                                  | 14 novembre 2018 | 8 novembre 2019  |
|       | Radhouane Ayara (intérim) | Indépendant       |  | Gouvernement Chahed                                  | 8 novembre 2019  | 27 février 2020  |
|       | Ghazi Chaouachi           | Courant démocrate |  | Gouvernement Fakhfakh                                | 27 février 2020  | 2 septembre 2020 |
|       | Leïla Jaffel              | Indépendante      |  | Gouvernement Mechichi                                | 2 septembre 2020 | 15 février 2021  |
|       | Ahmed Adhoum (intérim)    | Indépendant       |  | Gouvernement Mechichi                                | 15 février 2021  | 11 octobre 2021  |
|       | Mohamed Rekik             | Indépendant       |  | Gouvernement Bouden/Hachani/Madouri                  | 11 octobre 2021  | 25 août 2024     |
|       | Wajdi Hdhili              | Indépendant       |  | Gouvernement Madouri/Zaafrani                        | 25 août 2024     | en cours         |

## Secrétaires d'État
- 17 janvier-7 mars 2011 : Ahmed Adhoum
- 29 janvier 2014-6 février 2015 : Mohamed Karim El Jamoussi
- 27 août 2016-6 septembre 2017 : Mabrouk Korchid (secrétaire d'État auprès du ministre des Finances chargé des Domaines de l'État et des Affaires foncières)